# NGC 832
NGC 832 is een dubbelster in het sterrenbeeld Driehoek. Het hemelobject werd op 17 september 1865 ontdekt door de Duits-Deense astronoom Heinrich Louis d'Arrest.
Het is echter mogelijk dat het object dat gezien is door d'Arrest NGC 1226 is. Hij zou een fout hebben gemaakt van een uur in rechte klimming.